# Come si diventa adulti a Karhide
Come si diventa adulti a Karhide (Coming of Age in Karhide), pubblicato anche coi titoli Diventare adulti in Karhide e Crescendo a Karhide di Sov Thade Tage em Ereb, di Rer, a Karhide, su Gethen, è un racconto di fantascienza del 1995 di Ursula K. Le Guin. La storia fa parte del Ciclo dell'Ecumene ed è ambientata nello stesso mondo descritto nel romanzo La mano sinistra delle tenebre del 1969. È stato pubblicato negli Stati Uniti nell'antologia The Birthday of the World che raccoglie otto racconti della Le Guin.

## Trama
Sov Thade Tage Em Ereb è un abitante di Rer, nella regione di Karhide, la più antica città del pianeta Gethen. La sua razza è completamente androgina ma allo stesso tempo ermafrodita. Ogni anno tutti gli individui che hanno raggiunto la maturità sessuale vanno in "kemmer" (la fase in cui acquistano un sesso e possono riprodursi). Sov racconta la sua adolescenza e tutte le paure, i pregiudizi e le gioie di chi scopre il sesso per la prima volta. Quando è abbastanza grande e cominciano a presentarsi i primi cambiamenti nel suo corpo viene inviato alla Cittadella per imparare a controllare il kemmer. Tornato al focolare arriva il momento della maturità e parte, insieme ai suoi familiari, per la Casa del Kemmer dove metterà in pratica tutte le esperienze acquisite e si confronterà con questo nuovo mondo, strano e sconosciuto.

## Edizioni
È stato pubblicato negli Stati Uniti nell'antologia The Birthday of the World che raccoglie otto racconti della Le Guin.
In Italia è stato pubblicato nel 1996 nella raccolta Leggende del futuro della collana Grandi opere dell'Editrice Nord (con il titolo Crescendo in Karhide, Crescendo a Karhide di Sov Thade Tage em Ereb, di Rer, a Karhide, su Gethen) e quindi nella raccolta Le meraviglie dell'invisibile, edita nella collana Millemondi (Arnoldo Mondadori Editore) nell'autunno 1997 come primo volume di un'antologia trimestrale della migliore fantascienza dell'anno, a cura di David Hartwell.